# トラック・アンギン
トラック・アンギン（Tolak Angin）はインドネシアのシドムンチュル社が製造するジャムウの一種である。

## 概要
1940年、シドムンチュルの創業者夫妻はジョグジャカルタでシドムンチュル社の前身となるジャムウの専門店を開業し、その翌年の1941年にトゥジュ・アンギン（現在のトラック・アンギン）を開発した。1949年、インドネシア独立戦争によってスマランへの避難を余儀なくされたが、1951年にはスマランに工場を建設した。これによりそれまでは伝統的なジャムウと同じく煎じ薬であったトラック・アンギンはお湯に溶かして飲む粉末状のものになった。現在知られているようなシロップタイプのものになったのは1992年からである。
シュガーレスや子供用、キャンディタイプや軟膏など様々な種類のあるトラック・アンギンであるが、一番よく見かけるノーマルのものは黄色い小袋に入ったシロップタイプのものである。ショウガやはちみつ、ミント、クローブ等が入っており、風邪や鼻水、のどの痛みや疲労回復などに効果があるとされる。インドネシアでの知名度は非常に高く、コンビニエンスストアやスーパーマーケット、ワルンなどで1袋から購入できる。インドネシアの日本人駐在員はトラック・アンギンについて「お湯に溶かすと、生薬と強いミントの香りがして、とても温まる。」と評している。